# Renato Sacchi
Renato Sacchi (Milano, 11 dicembre 1928 – Milano, 15 ottobre 2020) è stato un tiratore a segno italiano.

## Biografia
Nato nel 1928, a 23 anni ha partecipato ai Giochi olimpici di Helsinki 1952, nella pistola 50 m, arrivando 36º con 509 punti.